# Désiré Blanchet
Pour les articles homonymes, voir Blanchet.
Joseph Désiré Blanchet, né le 27 juillet 1844 à Mazan et mort le 21 janvier 1918, est un historien français, rédacteur de manuels pour l'enseignement scolaire.

## Biographie
Admis à l'École normale supérieure, il sort agrégé d'histoire et de géographie en 1867. Il enseigne l'histoire aux lycées d'Agen, de Nice et de Bordeaux, puis au lycée Charlemagne à Paris de 1874 à 1889. Il est nommé proviseur du lycée Louis-le-Grand de 1891 à 1894 et du lycée Condorcet de 1894 à 1904.
Il est élevé au grade d'officier de la Légion d'Honneur par le ministre de l'Instruction publique le 22 juillet 1902.

## Publications
- Petit cours d'histoire : à l'usage des écoles primaires, des institutions et autres établissements d'instruction publique / par un professeur d'histoire / 2e édition / Dijon : Librairie classique et d'éducation de Manière-Loquin , 1872
- Histoire de France : récits et entretiens : cours élémentaire : première année d'enseignement / par Désiré Blanchet, etc. Jules Pinard, etc. / Paris : Librairie Classique d'E. Belin , 1877
- Histoire de France : récits et entretiens : cours moyen : Deuxième année d'enseignement : ouvrage orné de 44 gravures et de 10 cartes intercalées dans le texte / par Désiré Blanchet, etc. / Deuxième édition / Paris : Librairie Classique d'E. Belin , 1878
- Histoire de France : récits et entretiens : cours supérieurs : troisième année d'enseignement : ouvrage orné de soixante-et-une gravures et de vingt-trois cartes intercalées dans le texte / par Désiré Blanchet, etc. Jules Pinard, etc. / 3e édition / Paris : Librairie Classique d'E. Belin , 1878
- Histoire de France : récits et entretiens : cours élémentaire : première année d'enseignement / par Désiré Blanchet, etc. Jules Pinard, etc. / 21e édition / Paris : Librairie Classique d'E. Belin , 1879
- Histoire de France : récits et entretiens : [cours élémentaire] : première année d'enseignement / par Désiré Blanchet, etc. Jules Pinard, etc. / 16e édition / Paris : Librairie Classique d'E. Belin , 1879
- Histoire de France  : récits et entretiens : cours élémentaire : première année d'enseignement / par Désiré Blanchet, etc. Jules Pinard, etc. / 19e édition / Paris : Librairie Classique d'E. Belin , 1879
- Nouvelles Leçons élémentaires d'histoire de France : à l'usage des enfants du premier âge : ouvrage élémentaire contenant des leçons, des exercices oraux, de petites narrations historiques et orné de 8 cartes et 49 gravures intercalées dans le texte / par Désiré Blanchet, etc. / Paris : Vve E. Belin et fils , 1881
- Histoire de France : récits et entretiens : cours supérieurs : troisième année d'enseignement / par Désiré Blanchet, etc. Jules Pinard, etc. / 9e édition revue et entièrement remaniée d'après un plan nouveau, complétée par des lectures extraites de nos grands historiens / Paris : Librairie Classique d'E. Belin , 1881
- Biographies des hommes illustres : des temps anciens et modernes : ouvrage destiné aux jeunes enfants contenant des leçons, des récits, des lectures extraites des grands historiens, des exercices oraux et écrits et accompagné de 138 gravures et de cartes intercalées dans le texte / par Désiré Blanchet, etc. / Paris : Vve E. Belin et fils , 1882
- Histoire de France : récits et entretiens : cours moyen : deuxième année d'enseignement : ouvrage orné de cinquante gravures et de vingt-cinq cartes intercalées dans le texte / par Désiré Blanchet, etc. / 34e édition revue et augmentée d'une révision générale / Paris : Librairie Classique E. Belin , 1882
- Histoire de France : depuis l'origine jusqu'à Henri IV : Ouvrage destiné aux jeunes enfants contenant des leçons, des récits, des lectures extraites de nos grands historiens, des exercices oraux et écrits et accompagné de 46 gravures et de 14 cartes intercalées dans le texte : Classe de Huitième / par Désiré Blanchet / Troisième édition / Paris : Belin frères , 1883
- Biographies des hommes illustres : des temps anciens et modernes : ouvrage destiné aux jeunes enfants contenant des leçons, des récits, des lectures extraites des grands historiens, des exercices oraux et écrits et accompagné de 138 gravures et de cartes intercalées dans le texte / par Désiré Blanchet, etc. / Deuxième édition / Paris : Librairie classique Eugène Belin , 1883
- Petit cours élémentaire d'histoire de France (ancien cours élémentaire) : récits et entretiens : classes enfantines et année préparatoire : ouvrage orné de quarante-sept gravures et de six cartes intercalées dans le texte / par Désiré Blanchet, etc. Jules Pinard, etc. / 59e édition / Paris : Vve E. Belin et fils , 1884
- Histoire générale : notions sommaires et révision de l'histoire de France : ouvrage contenant des leçons, des récits extraits des grands historiens, des exercices oraux et écrits, et accompagné de gravures et de cartes intercalées dans le texte : cours supérieur : troisième année d'enseignement, programme de 1882 / par Désiré Blanchet, etc. / 4e édition / Paris : E. Belin , 1884
- Nouveau cours élémentaire d'Histoire de France (Anciennes Nouvelles leçons élémentaires) Première année d'enseignement, : programme de 1882 : ouvrage contenant des leçons, des exercices oraux, de petites narrations historiques (lectures, récits, biographies) : et orné de 8 cartes et 49 gravures intercalées dans le texte / 9e édition / Paris : Vve E. Belin et fils , 1884
- Histoire de France : deuxième année d'enseignement, programme de 1882 : cours moyen, préparation au certificat d'études / 45e édition revue, complétée et augmentée d'une révision des dates principales / Paris : Belin frères , 1884
- Histoire générale : notions sommaires et révision de l'histoire de France : ouvrage contenant des leçons, des récits extraits des grands historiens, des exercices oraux et écrits, et accompagné de gravures et de cartes intercalées dans le texte : cours supérieur : troisième année d'enseignement, programme de 1882 / 7e édition / Paris : E. Belin , 1885
- Histoire de France : deuxième année d'enseignement, programme de 1882 : cours moyen, préparation au certificat d'études / 59e édition contenant une révision des dates principales / Paris : Belin frères , 1885
- Histoire de France : cours moyen / par Désiré Blanchet, etc. / Nouvelle édition / Paris : Belin frères , 1886
- Histoire de France : ouvrage orné de 50 gravures et de 25 cartes intercalées dans le texte : deuxième année d'enseignement, programme de 1882 : cours moyen, préparation au certificat d'études / 65e édition, contenant une révision des dates principales / Paris : E. Belin , 1886
- Petite Histoire générale, notions sommaires et Révision de l'histoire de France Troisième année d'enseignement, : programme 1882 : ouvrage contenant des leçons, des récits extraits des grands historiens, des exercices oraux et écrits, et accompagné de 48 gravures et de 8 cartes dans le texte / Paris : Vve Belin et fils , 1886
- Histoire moderne et contemporaine de 1610 à nos jours Troisième année : ouvrage contenant des leçons, des récits, des exercices oraux et écrits, des lectures extraites des grands historiens et orné de 22 gravures et de 8 cartes intercalées dans le texte : époques mémorables, grands noms, faits essentiels de l'histoire générale et de l'histoire de France principalement dans les temps modernes / Paris : Vve E. Belin et fils , 1887
- Histoire de France Deuxième année d'enseignement : cours moyen : ouvrage contenant des leçons, des exercices oraux de petites narrations historiques (lectures, récits, biographies) et orné de 50 gravures et de 25 cartes intercalées dans le texte : préparation au certificat d'études / 25e édition / Paris : Librairie Classique E. Belin , 1888
- Petite histoire générale : notions sommaires et Révision de l'Histoire de France : ouvrage contenant des leçons, des récits extraits des grands historiens, des exercices oraux et écrits, et orné de 48 gravures et de 8 cartes intercalées dans le texte : troisième année d'enseignement : cours supérieur / 4e édition, revue et corrigée / Paris : E. Belin , 1889
- Nouveau cours élémentaire d'Histoire de France : Première année d'enseignement : programme de 1882 : ouvrage contenant des leçons, des exercices oraux, de petites narrations historiques (lectures, récits, biographies) : et orné de 9 cartes et 50 gravures intercalées dans le texte / par Désiré Blanchet, etc. / Quarante-Deuxième édition / Paris : Librairie classique Eugène Belin et fils , 1889
- Cours complet d'histoire de France : à l'usage des écoles primaires supérieures et des candidats aux brevets des capacités : ouvrage contenant des leçons, des récits extraits des grands historiens, des exercices oraux et écrits, et orné de 88 gravures et de 32 cartes intercalées dans le texte : préparation au brevet élémentaire / par Désiré Blanchet, etc. Jules Pinard, etc. / 28e édition... / Paris : Vve E. Belin et fils, 1889
- Histoire ancienne et du Moyen Âge Première année, : depuis les origines jusqu'en 1328 : ouvrage contenant des leçons, des récits, des exercices oraux et écrits de lectures extraites des grands historiens et orné de 40 gravures et de 48 cartes intercalées dans le texte : programmes officiels de 1889 / par Désiré Blanchet, etc. / 2e édition / Paris : E. Belin , 1890
- Histoire moderne Deuxième année, : de 1328 à 1789 : ouvrage contenant des leçons, des récits, des exercices oraux et écrits des lectures extraites des grands historiens, et orné de 75 gravures et de 13 cartes intercalées dans le texte : programmes officiels de 1889 / par Désiré Blanchet, etc. / 2e édition / Paris : E. Belin , 1890
- Petite histoire générale notions sommaires : révision de l'histoire de France : cours supérieur / par Désiré Blanchet, etc. / 6e édition / Paris : E. Belin, 1890
- Histoire de France Deuxième année d'enseignement, : cours moyen : ouvrage contenant des leçons, des exercices oraux de petites narrations historiques (lectures, récits, biographies) et orné de 50 gravures et de 25 cartes intercalées dans le texte : préparation au certificat d'études / par Désiré Blanchet, etc. / 99e édition / Paris : Librairie Classique E. Belin , 1890
- Premières leçons d'histoire de France : petites leçons, petits récits : ouvrage orné de cent quatorze gravures et de huit cartes intercalées dans le texte : classes enfantines et année préparatoire / par Désiré Blanchet, etc. Jules Pinard, etc. / 105e édition entièrement remaniée / Paris : Belin frères , 1891
- Cours complet d'histoire de France : à l'usage des écoles primaires supérieures & des candidats aux brevets de capacité : ouvrage contenant des leçons, des récits extraits des grands historiens, des exercices oraux et écrits et orné de 88 gravures et de 32 cartes intercalées dans le texte : préparation au brevet élémentaire / par Désiré Blanchet, etc. Jules Pinard, etc. / 34e édition / Paris : Librairie Classique E. Belin, 1892
- Histoire de France : ouvrage contenant des leçons, des exercices oraux, de petites narrations historiques (lectures, récits, biographies) et orné de 50 gravures et de 25 cartes intercalées dans le texte : Cours moyen : deuxième année d'enseignement : préparation au certificat d'études / par Désiré Blanchet, etc. / Cent dix-septième édition / Paris : Librairie classique Eugène Belin, 1892
- Histoire moderne Deuxième année, : de 1328 à 1789 : ouvrage contenant des leçons, des récits, des exercices oraux et écrits des lectures extraites des grands historiens, et orné de 75 gravures et de 13 cartes intercalées dans le texte : programmes officiels de 1889 / par Désiré Blanchet, etc. / 4e édition / Paris : Belin frères , 1892
- Histoire générale (notions sommaires) : et révision de l'histoire de France : ouvrage contenant des leçons, des récits extraits des grands historiens, des exercices oraux et écrits, et orné de 5 cartes et de 60 gravures intercalées dans le texte : cours supérieur et cours complémentaire / par Désiré Blanchet, etc. / 15e édition / Paris : Belin Frères , 1892
- Précis de l'histoire contemporaine de 1789 à 1889 : sommaires, récits, lectures : classe de philosophie classe de mathématiques élémentaires : préparation aux baccalauréats / par Désiré Blanchet / Dix-neuvième édition / Paris : ill., , 1893
- Nouveau cours d'histoire rédigé d'après les programmes officiels de 1890 : histoire sommaire de la France depuis la mort de Louis XI jusqu'à nos jours... : classe de septième / Désiré Blanchet / 15e éd. / Paris : [s.n.], 1893
- Histoire de France : Cours élémentaire : première année d'enseignement / par Désiré Blanchet, etc. / Quatre-vingt douzième édition / Paris : Librairie classique Eugène Belin Belin Frères, 1894
- Précis de l'histoire contemporaine de 1789 à 1889 : sommaires, récits, lectures / par Désiré Blanchet / 21. éd. / Paris : [s.n.] , 1895
- Histoire de France de 1789 à nos jours 2e année, / par Désiré Blanchet, etc. / 2e édition / Paris : Belin frères , 1895
- Histoire de France Première année d'enseignement : leçons, récits, lectures, biographies, exercices oraux et écrits, cartes et gravures intercalées dans le texte : cours élémentaire / par Désiré Blanchet, etc. / 102e édition / Paris : Belin Frères , 1895
- Cours complet d'histoire de France : à l'usage des cours complémentaires & des candidats aux brevets de capacité : ouvrage contenant des leçons, des récits extraits des grands historiens, des exercices oraux et écrits et orné de 88 gravures et de 32 cartes intercalées dans le texte : préparation au brevet élémentaire / par Désiré Blanchet, etc. Jules Pinard, etc. / 37e édition / Paris : Librairie Classique E. Belin , 1895
- Histoire de France : cours moyen : leçons, récits, lectures, biographies, exercices oraux et écrits, cartes et gravures intercalées dans le texte : deuxième année d'enseignement, préparation au certificat d'études / par Désiré Blanchet, etc. / 135e édition / Paris : Belin frères , 1895
- Histoire de France : leçons, récits, lectures, biographies, exercices oraux et écrits, cartes et gravures intercalées dans le texte : cours élémentaire / par Désiré Blanchet, etc. / 119e édition / Paris : Librairie Classique E. Belin , 1896
- Mémento d'histoire de France : questions, réponses, exercices écrits : Certificat d'études primaires / par Désiré Blanchet / Paris : Belin frères, 1896
- Histoire de France : leçons, récits, lectures, biographies, exercices oraux et écrits, cartes et gravures intercalées dans le texte : cours moyen, préparation au certificat d'études / par Désiré Blanchet, etc. / 47e édition, édition nouvelle, entièrement refondue / Paris : E. Belin, 1896
- Cours complet d'histoire rédigé d'après les programmes de 1890 et 1891 à l'usage de l'enseignement secondaire classique et de l'enseignement secondaire moderne [2], Histoire de l'Europe et particulièrement de la France de 1270 à 1610 / par Désiré Blanchet, et Jules Toutain. / Paris : Belin Frères, 1897
- Premières leçons d'histoire de France : (petites leçons, petits récits) : ouvrage orné de cent quatorze gravures et de huit cartes intercalées dans le texte : classes enfantines et année préparatoire / par Désiré Blanchet, etc. Jules Pinard, etc. / 154e édition entièrement remaniée / Paris : Belin frères , 1898
- Biographies des hommes illustres : des temps anciens et modernes : grands voyageurs, grands patriotes, grands inventeurs : récits et entretiens familiers sur les principaux personnages et les grands faits de l'histoire nationale des origines à 1789 : ouvrage destiné aux jeunes enfants contenant des leçons, des récits, des lectures extraites des grands historiens, des exercices oraux et écrits et accompagné de 136 gravures et de cartes intercalées dans le texte / par Désiré Blanchet, etc. / Dix-neuvième édition / Paris : Librairie classique Eugène Belin, 1898
- Cours complet d'histoire rédigé d'après les programmes de 1890 et 1891 à l'usage de l'enseignement secondaire classique et de l'enseignement secondaire moderne [1], Histoire de l'Europe et particulièrement de la France de 395 à 1270 / par Désiré Blanchet, et Jules Toutain. / 2e édition / Paris : Belin Frères, 1898
- Petite histoire ancienne : ouvrage contenant des leçons, des récits, des exercices oraux et écrits, des lectures extraites des grands historiens : et orné de gravures et de cartes intercalées dans le texte : l'Orient, la Grèce, Rome / Désiré Blanchet, etc. / 3e édition / Paris : Belin Frères, 1900
- Précis de l'histoire de l'Europe et de la France de 1610 à 1789 : sommaires, récits, lectures : classe de rhétorique, classe de seconde (enseignement moderne) : préparation aux baccalauréats / par Désiré Blanchet, etc. / 25e édition / Paris : Belin frères , 1900
- Histoire nationale et notions sommaires d'Histoire générale, depuis 1610 jusqu'en 1789 : Deuxième année / par Désiré Blanchet, etc. / 7e édition / Paris : Librairie Classique E. Belin, 1900
- Histoire nationale et notions sommaires d'Histoire générale, depuis les origines jusqu'en 1610 : Première année / par Désiré Blanchet, etc. / 8e édition / Paris : Librairie Classique E. Belin, 1901
- Histoire de France : cours élémentaire / 172e édition / Paris : Belin frères , 1901
- Histoire de France : cours élémentaire / 170e édition / Paris : Belin frères , 1901
- Premières leçons d'histoire de France (petites leçons, petits récits) : ouvrage orné de cent quatorze gravures et de huit cartes intercalées dans le texte : classes enfantines et année préparatoire / par Désiré Blanchet, etc. Jules Pinard, etc. / 168e édition / Paris : Belin frères, 1901
- Histoire de l'Orient et de la Grèce : sommaires, récits, lectures : second cycle, classe de seconde / par Désiré Blanchet, etc. et J. Toutain, etc. / Paris : Belin frères , 1902
- Histoire de France, etc. : cours moyen, préparation au certificat d'études : programmes officiels de 1894 / Désiré Blanchet, etc. / 186e édition / Paris : Belin frères , 1902
- Petite histoire ancienne : ouvrage contenant les leçons, des récits, des exercices, etc. : l'Orient, le Grèce, Rome / Désiré Blanchet / Paris : Belin , 1902
- Cours complet d'histoire rédigé d'après les programmes de 1890 et 1891 à l'usage de l'enseignement secondaire classique et de l'enseignement secondaire moderne [3], Précis de l'histoire de l'Europe et de la France de 1610 à 1789 / par Désiré Blanchet / 27e édition / Paris : Belin Frères, 1902
- Cours complet d'histoire de France : leçons, récits, lectures extraites des grands historiens, exercices oraux et écrits, 31 cartes et 87 gravures intercalées dans le texte : préparation au brevet élémentaire / par Désiré Blanchet, etc. Jules Pinard, etc. / 44e édition / Paris : Librairie Classique E. Belin , 1903
- Histoire de France : leçons, récits, lectures, biographies, exercices oraux et écrits, cartes et gravures intercalées dans le texte : cours élémentaire / par Désiré Blanchet, etc. / 180e édition / Paris : Librairie Classique E. Belin, 1903
- Histoire moderne Deuxième année : de 1328 à 1789 : ouvrage contenant des leçons, des récits, des exercices oraux et écrits des lectures extraites des grands historiens, et orné de 75 gravures et de 13 cartes intercalées dans le texte : programmes officiels de 1889 / par Désiré Blanchet, etc. / 11e édition / Paris : Belin frères, 1903
- Cours complet d'histoire de France : leçons, récits, lectures extraites des grands historiens, exercices oraux et écrits,31 cartes et 87 gravures intercalées dans le texte : préparation au brevet élémentaire / par Désiré Blanchet, etc. Jules Pinard, etc. / 45e édition / Paris : Librairie Classique E. Belin , 1903
- Histoire moderne : sommaires, récits, lectures : premier cycle : classe de quatrième / par Désiré Blanchet, etc. et Jules Toutain, etc. / Paris : Belin frères, 1904
- Histoire du Moyen Âge : sommaires, récits, lectures : premier cycle : classe de cinquième / par Désiré Blanchet, etc. et Jules Toutain, etc. / 3e édition / Paris : Belin frères , 1904
- Petite histoire générale : notions sommaires et Révision de l'Histoire de France... : cours supérieur / par Désiré Blanchet, etc. / 23e édition, corrigée / Paris : E. Belin , 1904
- Histoire contemporaine de 1815 à nos jours : sommaires, récits, lectures : second cycle, classes de philosophie et de mathématiques / par Désiré Blanchet, etc., et Jules Toutain, etc. / Paris : Belin frères, 1904
- Histoire de l'antiquité : sommaires, récits, lectures : premier cycle : classe de sixième / par Désiré Blanchet, etc. et Jules Toutain, etc. / 5e édition / Paris : Belin frères , 1904
- Histoire romaine et histoire du Moyen Âge jusqu'au dixième siècle : sommaires, récits, lectures : second cycle, classe de première / par Désiré Blanchet, etc. et Jules Toutain, etc. / Paris : Belin frères, 1904
- Histoire contemporaine de 1815 à nos jours : sommaires, récits, lectures : second cycle, classe de philosophie et de mathématiques / par Désiré Blanchet, etc. et Jules Toutain, etc. / 2e édition / Paris : Belin frères, 1905
- Histoire de France : leçons, récits, lectures, biographies, exercices oraux et écrits, cartes et gravures intercalées dans le texte : cours moyen, préparation au certificat d'études / par Désiré Blanchet, etc. / 204e édition, édition nouvelle, entièrement refondue / Paris : Librairie Classique E. Belin, 1906
- Histoire de France : leçons, récits, lectures, biographies, exercices oraux et écrits, cartes et gravures intercalées dans le texte : cours élémentaire / par Désiré Blanchet, etc. / 202e édition / Paris : Librairie Classique E. Belin, 1906
- Histoire de France : leçons, récits, lectures, biographies, exercices oraux et écrits, cartes et gravures intercalées dans le texte : cours moyen, préparation au certificat d'études / par Désiré Blanchet, etc. / 207e édition, édition nouvelle, entièrement refondue / Paris : Librairie Classique E. Belin , 1907
- Histoire moderne : sommaires, récits, lectures : second cycle, classe de première / par Désiré Blanchet, etc. et Jules Toutain, etc. / 6e édition / Paris : Belin frères, 1908
- Histoire de France : leçons, récits, lectures, biographies, exercices oraux et écrits, cartes et gravures intercalées dans le texte : cours élémentaire / par Désiré Blanchet, etc. / 223e édition / Paris : Librairie Classique E. Belin, 1909
- Petite histoire générale : notions sommaires et Révision de l'Histoire de France... : cours supérieur / par Désiré Blanchet, etc. / 28e édition, corrigée / Paris : E. Belin, 1909
- L'histoire de France à l'école : leçons, récits, lectures, révisions, gravures, cartes : cours du certificat d'études primaires / par Désiré Blanchet, etc. Jules Toutain, etc. / 6e édition / Paris : Belin frères, 1910
- Histoire de France depuis le début du seizième siècle jusqu'en 1789 : première année, programmes officiels du 26 juillet 1909 / par Désiré Blanchet, etc. et Jules Toutain, etc. / Paris : Belin frères, 1910
- Histoire de France : leçons, récits, lectures, biographies, exercices oraux et écrits, cartes et gravures intercalées dans le texte : cours moyen, préparation au certificat d'études / par Désiré Blanchet, etc. / 223e édition, édition nouvelle, entièrement refondue / Paris : Librairie Classique E. Belin , 1910
- Petite histoire générale : notions sommaires et révision de l'histoire de France : leçons, récits, lectures, biographies, exercices oraux et écrits, cartes et gravures intercalées dans le texte : cours supérieur / par Désiré Blanchet, etc. / 29e édition / Paris : E. Belin , 1910
- Histoire de France et histoire générale de 1789 à nos jours : deuxième année, programmes officiels de 1905 / par Désiré Blanchet, etc. et Jules Toutain, etc. / 2e édition / Paris : Belin frères, 1910
- Histoire du Moyen Âge : sommaires, récits, lectures : premier cycle : classe de cinquième / par Désiré Blanchet, etc. et Jules Toutain, etc. / 8e édition / Paris : Belin frères, 1911
- Histoire de l'antiquité : sommaires, récits, lectures : premier cycle : classe de sixième / par Désiré Blanchet, etc. et Jules Toutain, etc. / 10e édition / Paris : Belin frères, 1911
- Histoire sommaire de la France : depuis 1610 jusqu'en 1871 : leçons, récits, lectures, exercices oraux et écrits, classe de septième / par M. Désiré Blanchet, etc. / 36e édition... / Paris : Belin frères, 1912
- Petite histoire générale : notions sommaires et révision de l'histoire de France : leçons, récits, lectures, biographies, exercices oraux et écrits, cartes et gravures intercalées dans le texte : cours supérieur / par Désiré Blanchet, etc. / 31e édition / Paris : E. Belin , 1913
- Histoire de France : leçons, récits, lectures, biographies, exercices oraux et écrits, cartes et gravures intercalées dans le texte : cours moyen, préparation au certificat d'études / par Désiré Blanchet, etc. / 226e édition, édition nouvelle entièrement refondue / Paris : Librairie classique E. Belin , 1913
- Histoire moderne : sommaires, récits, lectures : premier cycle : classe de quatrième / par Désiré Blanchet, etc. et Jules Toutain, etc. / 7e édition / Paris : Belin frères, 1913
- Histoire de France : Cours élémentaire / Désiré Blanchet / 237e édition / Paris : Belin frères , 1913
- Histoire du Moyen Âge : sommaires, récits, lectures : premier cycle : classe de cinquième / par Désiré Blanchet, etc. et Jules Toutain, etc. / 9e édition / Paris : Belin frères, 1914
- Cours complet d'histoire de France : leçons, récits, lectures extraites des grands historiens, exercices oraux et écrits, cartes et gravures intercalées dans le texte : préparation au brevet élémentaire / par Désiré Blanchet, etc. Jules Pinard, etc. / 55e édition / Paris : Librairie Classique E. Belin , 1914
- Histoire de France : leçons, récits, lectures, biographies, exercices oraux et écrits, cartes et gravures intercalées dans le texte : cours moyen, préparation au certificat d'études / par Désiré Blanchet, etc. / 241e édition, édition nouvelle entièrement refondue / Paris : Librairie classique E. Belin , 1914
- L'histoire de France à l'école : cours élémentaire / par Désiré Blanchet, etc. Jules Toutain, etc. / [1915 / Paris : Librairie classique E. Belin, 1915
- Histoire générale et notions sommaires de révision de l'histoire de France/ 37e édition / Paris : Belin, 1919
- "Petite" histoire générale, notions sommaires et révision de l'histoire de France... / par Désiré Blanchet, etc. cours supérieur, inscrit sur la liste des ouvrages fournis gratuitement par la ville de Paris à des écoles communales. 35e édition / Paris : E. Belin , 1919
- Biographies des hommes illustres : des temps anciens et modernes : grands voyageurs, grands patriotes, grands inventeurs : récits et entretiens familiers sur les principaux personnages et les grands faits de l'histoire nationale des origines à 1789 : ouvrage destiné aux jeunes enfants contenant des leçons, des récits, des lectures extraites des grands historiens, des exercices oraux et écrits et accompagné de 136 gravures et de cartes intercalées dans le texte / par Désiré Blanchet, etc. / 39e édition / Paris : Librairie classique Eugène Belin Belin Frères , 1922
- Histoire contemporaine de 1815 à nos jours. Commaires. Récits. Lectures / par Désiré Blanchet, ancien élève de l'École normale supérieure, etc., proviseur au lycée Condorcet, et Jules Toutain, agrégé d'histoire et de géographie, docteur ès lettres, maître de conférences à l'École des hautes études. Second cycle. Classes de philosophie et de mathématiques. 7e édition / Saint-Cloud : impr. Belin frères , 1922
- Histoire sommaire de la France, depuis le origines jusqu'à 1610 : leçons, récits, lectures, exercices oraux et écrits, classe de huitième / par M. Désiré Blanchet, etc. / 46e édition... / Paris : Belin frères, 1922
- Histoire de l'Orient et de la Grèce : sommaires, récits, lectures : second cycle, classe de seconde / par Désiré Blanchet, etc. et J. Toutain, etc. / 7e édition / Paris : Belin frères, 1923
- Histoire romaine : sommaires, récits, lectures / par Désiré Blanchet, etc. et Jules Toutain, etc. / Paris : librairie classique Eugène Belin, Belin frères, 1924
- Histoire de l'Orient et de la Grèce : classe de sixième : cours complet d'Histoire à l'usage de l'enseignement secondaire, rédigé conformément aux programmes officiels de 1902, modifiés par l'arrêté ministériel du 3 août 1923 / par Désiré Blanchet, etc. et J. Toutain, etc. / Paris : librairie classique Eugène Belin, Belin frères , 1924
- Histoire de l'Europe et particulièrement de la France depuis la fin du Ve siècle jusqu'à la guerre de Cent ans : sommaires, récits, lectures / par Désiré Blanchet, etc. et Jules Toutain, etc. / Paris : Librairie classique Eugène Belin, Belin frères , 1925
- L'histoire de France à l'école : leçons, récits, lectures, révisions, gravures, cartes : cours du certificat d'études primaires et cours supérieur / par Désiré Blanchet, etc. Jules Toutain, etc. / 28e édition refondue conformément aux programmes de 1923 / Paris : Librairie classique E. Belin , 1925
- Histoire de l'Europe et particulièrement de la France pendant les XIVe, XVe et XVIe siècles. Sommaires. Récits. Lectures / par Désiré Blanchet, proviseur du lycée Condorcet, et Jules Toutain, agrégé d'histoire et de géographie, docteur ès lettres, professeur à l'École des hautes études. Classe de troisième / Saint-Cloud : impr. Paul Belin , 1926. (30 novembre.)
- Histoire de l'Europe. Le Dix-septième et le Dix-huitième Siècle. Sommaires. Récits. Lectures / par Désiré Blanchet, ancien élève de l'École normale supérieure, proviseur du lycée Condorcet, et Jules Toutain, agrégé d'histoire et de géographie, docteur ès lettres, professeur à l'École des hautes études. Classe de seconde / Saint-Cloud : impr. Paul Belin , 1927. (29 novembre.)
- Histoire contemporaine jusqu'au milieu du XIXe siècle : sommaires, récits, lectures : classe de première / par Désiré Blanchet, etc. et Jules Toutain, etc. / Paris : P. Belin, 1929
- Histoire contemporaine, depuis le milieu du XIXe siècle. Sommaires, récits, lectures / par Désiré Blanchet et Jules Toutain. Classes de philosophie et de mathématiques / Saint-Cloud : impr. Belin , 1931. (9 novembre.)
- Histoire sommaire de la France : depuis 1610 jusqu'en 1871 : leçons, récits, lectures, exercices oraux et écrits, classe de septième / par M. Désiré Blanchet, etc. / 49e édition... / Paris : Belin frères, 1932
- Histoire de France : leçons, récits, lectures, biographies, exercices oraux et écrits, cartes et gravures intercalées dans le texte : cours moyen, préparation au certificat d'études / par Désiré Blanchet, etc. / 262e édition, nouvelle édition entièrement refondue / Paris : Librairie classique E. Belin , 1935
- Cours complet d'histoire de France : leçons, récits, lectures extraites des grands historiens, exercices oraux et écrits, cartes et gravures intercalées dans le texte : préparation au brevet élémentaire / par Désiré Blanchet, etc. Jules Pinard, etc. / 65e édition / Paris : Librairie Classique E. Belin, 1935
- Premières leçons d'histoire de France : (petites leçons, petits récits) : ouvrage orné de cent quatorze gravures et de huit cartes intercalées dans le texte : classes enfantines et année préparatoire / par Désiré Blanchet, etc. Jules Pinard, etc. / 212e édition / Paris : Belin frères, 1937
- Histoire de France : cours moyen / Désiré Blanchet / Paris : Belin frères, [1901]
- Biographies des hommes illustres des temps anciens et modernes : grands voyageurs, grands patriotes, grands inventeurs : récits et entretiens familiers sur les principaux personnages et les grands faits de l'histoire nationale des origines à 1789 / Désiré Blanchet, etc. / Paris : Ed. des Équateurs , impr. 2011

## Distinctions
- Officier de la Légion d'honneur (22 juillet 1902)